# Шепетовский дендрарий
Шепетовский дендрарий (укр. Шепетівський дендропарк) — дендрологический парк местного значения на Украине. Расположен в городе Шепетовка Шепетовского района Хмельницкой области. Находится по адресу ул. Степана Бандеры, 59.
Занимает территорию 0,92 га. Статус охраняемой территории дан согласно решению Хмельницкой ОДА от 28.03.2013 года № 36-15/2013. Состоит в ведении Центар эколого-натуралистического творчества учащейся молодежи.
Статус предоставлен для сохранения дендрологического парка, где произрастает около 100 видов декоративных деревьев и кустов, в том числе 5 видов, занесенных в Красную книгу Украины.